# Korsnestinden
Korsnestinden est une montagne sur l'île d'Austvågøya, dans la commune de Hadsel, dans le comté de Nordland, en Norvège.

## Géographie
Korsnestinden culmine à 883 m, sur la rive ouest du Raftsund, au sud du Trollfjord. Ce sommet fait partie du massif Trolltindan 